# Penryn (Kalifornia)
Penryn – jednostka osadnicza w Stanach Zjednoczonych, w stanie Kalifornia, w hrabstwie Placer.